# Acrossus bolognai
Acrossus bolognai är en skalbaggsart som beskrevs av Carpaneto och Piattella 1989. Acrossus bolognai ingår i släktet Acrossus och familjen Aphodiidae. Inga underarter finns listade i Catalogue of Life.